# De uledsagedes bog
“De uledsagedes bog"  er en bog fra 2019 med  10 beretninger fra børn og unge, der er flygtet alene til Danmark fra lande som Syrien, Afghanistan og Eritrea. Bogen er skrevet af Michael Graversen og Mads Nygaard og er  udgivet på forlaget Jensen & Dalgaard..

## Indhold
I bogen fortæller ti børn og unge i deres egne ord, hvordan de flygtede alene til Danmark i 2010'erne. Der er personlige vidnesbyrd fra Fawad (Afghanistan), Solaf (Syrien), Alan (Syrien), Jacob (Kuwait), Jwan (Syrien), Ali (Afghanistan), Tedros (Eirtrea), Welid (Eritrea), Amir (Syrien) og Khoshnaw (Irak).

## Politisk sammenhæng
Som en del af asylstramningerne fra 2016 blev det besluttet ved lov at børn der opnår asyl og familiesammenføring selv skal betale for at få deres familier transporteret til Danmark. Alle indtægter og overskud fra bogen gik til at dække denne udgift. På baggrund af bogen meddelte partiet De Radikale at de ville arbejde for at ændre loven. 

## Modtagelse
Bogen medførte debat og Politiken bragte afghanske Alis historie på forsiden af debatsektionen.  Udgivelsen medførte en del medieopmærksomhed og flere af de medvirkende i bogen deltog i programmer og interviews på P1, Radio24Syv, Radio4, Føljeton og dagblade. I 2019 blev der i forbindelse med udgivelsen afholdt et debat event på Bremen Teater i København, hvor de medvirkende fra bogen fortalte deres historier på scenen.
POV International kaldte bogen for "et historisk dokument, et vigtigt tidsbillede, der fortæller, hvordan Europa i 2010’erne præges af krigen i Syrien".

## Priser
I 2020 blev bogen og forfatterne tildelt Benny Andersen Prisen som uddeles på Børnekonferencen.